# Open Ciudad de Pozoblanco
L'Open Ciudad de Pozoblanco è un torneo professionistico maschile di tennis che fa parte dell'ATP Challenger Tour. Si gioca annualmente sui campi in cemento del Club Tenis Pozoblanco di Pozoblanco in Spagna. Inaugurato nel 1999, tra il 2009 e il 2011 si svolsero anche le uniche tre edizioni del torneo femminile facente parte dell'ITF Women's Circuit. Dopo l'edizione del 2012 il torneo Challenger fu dismesso e al suo posto si giocarono tornei ITF; è tornato nel calendario del circuito Challenger nel 2021.

## Storia
Tra il 1992 e il 1998 erano state disputate 7 edizioni di un circuito minore con un moderato montepremi che raggiunse nel 1998 1.500.000 pesetas, circa 9.800 dollari di allora. La prima edizione del Challenger nel 1999 ebbe un montepremi di 35.500 dollari e negli anni successivi il montepremi crebbe fino a raggiungere i 125.000 dollari nel 2006. Nel 2006 si disputò per la prima volta anche il torneo femminile, le prime tre edizioni facevano parte di un circuito minore ed ebbero un montepremi limitato. Nel 2009 si tenne il primo torneo femminile facente parte dell'ITF Women's Circuit, con montepremi di 50.000 dollari. Del torneo femminile ITF si tennero solo tre edizioni e dopo l'edizione del 2011 fu dismesso. Il Challenger maschile continuò fino al 2012, con il montepremi che ebbe un progressivo calo fino ai 50.000 dollari del 2012. A partire dall'edizione del 2013 fino al 2019 si tennero in totale 4 edizioni di tornei maschili dell'ITF Men's Circuit, con montepremi variabile tra i 15.000 e i 25.000 dollari. Il torneo tornò a essere un evento del circuito Challenger maschile nel 2021, con il montepremi di 52.080 dollari più l'ospitalità (vitto e alloggio) gratuita per i tennisti.

## Albo d'oro

### Singolare maschile
| Anno                    | Campione                     | Finalista             | Punteggio            |
| ----------------------- | ---------------------------- | --------------------- | -------------------- |
| ↓ ATP Challenger Tour ↓ |                              |                       |                      |
| 2025                    | Daniel Mérida                | Sun Fajing            | 6–3, 6–4             |
| 2024                    | August Holmgren              | Antoine Escoffier     | 3–6, 6–3, 6–4        |
| 2023                    | Hugo Grenier                 | Juan Pablo Ficovich   | 6(4)–7, 6–2, 7–6(3)  |
| 2022                    | Constant Lestienne           | Grégoire Barrère      | 6–0, 7–6(3)          |
| 2021                    | Altuğ Çelikbilek             | Cem İlkel             | 6–1, 6(2)–7, 6–3     |
| ↓ ITF Men's Circuit ↓   |                              |                       |                      |
| 2020                    | Non disputato                | Non disputato         | Non disputato        |
| 2019                    | Rayane Ghedjemis             | Konstantin Kravčuk    | 6–4, 7–5             |
| 2018                    | Mick Lescure                 | David Perez Sanz      | 7–6(6), 6–2          |
| 2017- 2016              | Non disputato                | Non disputato         | Non disputato        |
| 2015                    | Cancellato                   | Cancellato            | Cancellato           |
| 2014                    | Edward Corrie                | Brydan Klein          | 6–4, 7–6(4)          |
| 2013                    | Andres Artunedo Martinavarro | David Perez Sanz      | 6(6)–7, 6–0, 6–1     |
| ↓ ATP Challenger Tour ↓ |                              |                       |                      |
| 2012                    | Roberto Bautista Agut        | Arnau Brugués-Davi    | 6–3, 6–4             |
| 2011                    | Kenny de Schepper            | Iván Navarro          | 2–6, 7–5, 6–3        |
| 2010                    | Rubén Ramírez Hidalgo        | Roberto Bautista Agut | 7–6(4), 6–4          |
| 2009                    | Karol Beck                   | Thiago Alves          | 6–4, 6–3             |
| 2008                    | Iván Navarro                 | Dick Norman           | 6(4)–7, 6–3, 7–6(10) |
| 2007                    | Adrián Menéndez Maceiras     | Dudi Sela             | 6–4, 0–6, 7–5        |
| 2006                    | Simon Greul                  | Kevin Kim             | 6(4)–7, 6–1, 7–6(2)  |
| 2005                    | Marcos Baghdatis             | Alejandro Falla       | 6–3, 6–3             |
| 2004                    | Gilles Müller                | Nicolás Almagro       | 6–1, 6–2             |
| 2003                    | Stefano Pescosolido          | Nicolas Mahut         | 6–4, 6–3             |
| 2002                    | Jean-François Bachelot       | Cristiano Caratti     | 7–5, 3–6, 6–4        |
| 2001                    | Jarkko Nieminen              | Paul-Henri Mathieu    | 6–4, 2–6, 6–3        |
| 2000                    | Reginald Willems             | Denis Golovanov       | 4–6, 7–5, 7–6(1)     |
| 1999                    | Oleg Ogorodov                | Goichi Motomura       | 6–4, 3–6, 6–3        |

### Doppio maschile
| Anno                    | Campioni                                              | Finalisti                              | Punteggio           |
| ----------------------- | ----------------------------------------------------- | -------------------------------------- | ------------------- |
| ↓ ATP Challenger Tour ↓ |                                                       |                                        |                     |
| 2025                    | Iñaki Montes de la Torre Sun Fajing                   | Anthony Genov Roy Stepanov             | 6–1, 7–6(8)         |
| 2024                    | Dan Added (2) Arthur Reymond                          | Liam Hignett James MacKinlay           | 6–2, 6–4            |
| 2023                    | Nam Ji-sung Song Min-kyu                              | Luke Johnson Benjamin Lock             | 2–6, 6–4, [10–8]    |
| 2022                    | Dan Added (1) Albano Olivetti                         | Victor Vlad Cornea Luis David Martínez | 3–6, 6–1, [12–10]   |
| 2021                    | Igor Sijsling Tim van Rijthoven                       | Diego Hidalgo Sergio Martos Gornés     | 5–7, 7–6(4), [10–5] |
| ↓ ITF Men's Circuit ↓   |                                                       |                                        |                     |
| 2020                    | Non disputato                                         | Non disputato                          | Non disputato       |
| 2019                    | Andres Artunedo Martinavarro (2) Sergio Martos Gornes | Mick Lescure Eduardo Struvay           | 7–6(4), 7–5         |
| 2018                    | Andres Artunedo Martinavarro (1) Mick Lescure         | Evan Hoyt Darko Jandric                | 6(3)–7, 6–4, [10–6] |
| 2017- 2016              | Non disputato                                         | Non disputato                          | Non disputato       |
| 2015                    | Cancellato                                            | Cancellato                             | Cancellato          |
| 2014                    | Edward Corrie David Rice                              | Lewis Burton Marcus Willis             | 6–4, 7–5            |
| 2013                    | James Cluskey Maximilian Neuchrist                    | Ivan Arenas Gualda Jose Checa-Calvo    | 6–3, 6–2            |
| ↓ ATP Challenger Tour ↓ |                                                       |                                        |                     |
| 2012                    | Konstantin Kravčuk Denys Molčanov                     | Adrian Mannarino Maxime Teixeira       | 6–3, 6–3            |
| 2011                    | Michail Elgin Aleksandr Kudrjavcev                    | Illja Marčenko Denys Molčanov          | w/o                 |
| 2010                    | Marcel Granollers Gerard Granollers Pujol             | Brian Battistone Filip Prpic           | 6–4, 4–6, [10–4]    |
| 2009                    | Karol Beck Jaroslav Levinský                          | Colin Fleming Ken Skupski              | 6–2, 6(5)–7, [7–10] |
| 2008                    | Johan Brunström Jean-Julien Rojer                     | James Cerretani Dick Norman            | 6–4, 6–3            |
| 2007                    | Santiago Ventura Fernando Vicente                     | Paul Capdeville Leonardo Mayer         | 6–4, 6–3            |
| 2006                    | Justin Gimelstob Kevin Kim                            | Ivo Klec Jan Mertl                     | 6–3, 7–5            |
| 2005                    | Vladimir Volčkov Serhij Stachovs'kyj                  | Nicolas Mahut Gilles Müller            | 7–5, 5–7, 6–3       |
| 2004                    | Brandon Coupe (2) Tripp Phillips                      | Emilio Benfele Álvarez Josh Goffi      | 7–6(6), 7–6(1)      |
| 2003                    | Brandon Coupe (1) Noam Okun                           | Juan Ignacio Carrasco Albert Portas    | 6–4, 1–6, 6–4       |
| 2002                    | Ota Fukárek Paul Rosner                               | Emilio Benfele Álvarez Dušan Vemić     | 7–6(7), 6–4         |
| 2001                    | Jordan Kerr Grant Silcock                             | Emilio Benfele Álvarez Michaël Llodra  | 6–3, 5–7, 6–3       |
| 2000                    | Dejan Petrović Andy Ram                               | Oscar Burrieza Daniel Melo             | 6–1, 6–4            |
| 1999                    | Satoshi Iwabuchi Oleg Ogorodov                        | Noam Behr Eyal Erlich                  | 6–3, 6–2            |

### Singolare femminile
| Anno | Campionessa      | Finalista               | Punteggio |
| ---- | ---------------- | ----------------------- | --------- |
| 2011 | Eléni Daniilídou | Elica Kostova           | 6–3, 6–2  |
| 2010 | Olivia Sanchez   | Beatriz García Vidagany | 6–3, 6–4  |
| 2009 | Angelique Kerber | Kristína Kučová         | 6–3, 6–4  |

### Doppio femminile
| Anno | Campionesse                    | Finaliste                             | Punteggio        |
| ---- | ------------------------------ | ------------------------------------- | ---------------- |
| 2011 | Nina Bratčikova Irena Pavlović | Marina Mel'nikova Sofia Shapatava     | 6–2, 6–4         |
| 2010 | Akiko Yonemura Tomoko Yonemura | Valentyna Ivakhnenko Kateryna Kozlova | 6–4, 3–6, [10–4] |
| 2009 | Andrea Hlaváčková Olga Savchuk | Nina Bratchikova Ágnes Szatmári       | 6–3, 6–3         |